# Кюстендилская весна
Праздник «Кюстендилская весна» в Кюстендиле отмечается каждый год в день весеннего равноденствия — 21 марта.
Он является официальным праздником города с 1966 года и следует за его первым праздником — днем освобождения Кюстендила от османского владычества — 29 января.
Праздник основан на почитании «солнечных божеств», прошедших в римские времена в культе Sol Invictus, а также на почитании целителей Асклепия, Гигии, Телесфора, Аполлона и Диониса. Помимо Солнца, языческая традиция связывает праздник с его атрибутами — огнем и золотом. Праздник совпадает с зороастрийским Новрузом, более того, в период правления императора Траяна (106 г. Пауталия приобрела статус города) митраизм становился все более заметным на западе Римской империи.
Этот день заимствует из болгарского национального календаря праздник «Святых сорока мучеников». Через месяц после первого поминовения, 11 июня 1966 года, инициативу поддержал Юрий Гагарин, посетивший город и соседние села Драговиштицу, Раждавицу и Шипочано.